# Eurhynchium flotowianum
Eurhynchium flotowianum är en bladmossart som beskrevs av Karttunen 1990. Eurhynchium flotowianum ingår i släktet sprötmossor, och familjen Brachytheciaceae. Inga underarter finns listade i Catalogue of Life.